# 夏爾·路易·德·馬爾伯夫
馬爾伯夫伯爵路易·夏爾·勒內（法語：Louis Charles René, comte de Marbeuf，1712年11月4日—1786年9月20日），是一位法蘭西王國將軍，曾被授勳聖路易大十字勳章，以科西嘉總督與波拿巴家族好友的身份為名。
馬爾伯夫出身貴族家庭，16歲時加入軍隊，於1762年晉升為准將。在熱那亞共和國於1768年簽訂《凡爾賽條約》，將科西嘉予法國後，他參加控制科西嘉島的行動。
1769年，馬爾伯夫在平定叛亂後被路易十五任命為科西嘉總督，並成為當地望族波拿巴家族的好友。他在科西嘉上層階級中積極推行法國化政策。1780年，他頒布法令宣布能證明自身貴族身世長達2世紀的科西嘉人皆能被視為法國貴族。1779年4月，在他的幫助下，拿破崙獲得王室獎學金，得以前往香槟地區的布列訥堡軍官幼校學習。1786年，他在科西嘉因發燒去世。